# SpokFrevo Orquestra
Das SpokFrevo Orquestra ist eine brasilianische Big Band.

## Geschichte
Das SpokFrevo Orquestra wurde 1996 in Pernambuco unter dem Namen Banda Pernambucana gegründet. Die Gruppe wurde danach in Orquestra de Frevo do Recife umbenannt und trägt seit 2003 den jetzigen Namen. Die Big Band besteht aus achtzehn Musikern und spielt eine Mischung aus der traditionellen Musik Nordostbrasiliens, speziell dem Frevo – der Musik des Karnevals in Recife – und Jazz. Der musikalische Leiter und Arrangeur ist der Saxophonist Inaldo Cavalcante de Albuquerque, auch condutor Spok genannt.
2004 erschien ihr erstes Album Passo de Anjo. Die Big Band absolvierte seit ihrer Gründung viele erfolgreiche Auftritte in ganz Brasilien wie etwa beim Cascavel Jazz Festival. In den letzten Jahren hat die Gruppe auch eine Reihe von Konzerten in Europa gegeben, 2006 im Rahmen der Copa da Cultura im Haus der Kulturen der Welt in Berlin, 2007 beim Kopenhagen Jazz Festival sowie 2009 beim Moers Jazz Festival. Die Big Band hat seit ihrer Gründung mit einer Reihe namhafter Musiker in Brasilien zusammengearbeitet.

## Die Musiker
Die Big Band besteht aus den folgenden Musikern:
- Inaldo Cavalcante de Albuquerque (Spok), sax
- Gilberto Pontes, sax
- Gilmar Silva, sax
- Edson Faro, sax
- Pêto Trompete, tp
- Alexandre Rodrigues, tp
- Germerson Netto, tp
- Jailson Silva, tp
- Cleber Silva, tb
- Marcílio, tb
- Flávio de Souza, tb
- Marcone Nascimento, tb
- Renato Bandeira, g
- Hélio Silva, b
- Adelson Silva, dr
- Augusto Silva, dr
- Dedé Simpatia, perc

## Diskographie
- Passo de Anjo, 2004
- 100 anos de Frevo / É de perder o sapato, 2007
- Passo de Anjo ao vivo, 2008
- Ninho de vespa, 2014